# National Register of Historic Places in New Hampshire

Karte der Countys von New Hampshire und Verteilung der NRHP-Einträge

Diese Tabelle enthält alle Listen, in denen die Einträge im National Register of Historic Places in den 10 Countys des US-amerikanischen Bundesstaates New Hampshire aufgeführt sind:

## Anzahl der Objekte nach County
|       | \| \| County \| Liste der Einträge in das NRHP im County \| Anzahl \| \| ----- \| -------------- \| ---------------------------------------- \| ------ \| \| 1 \| Belknap County \| NRHP-Einträge in Belknap County \| 45 \| \| 2 \| Carroll \| NRHP-Einträge im Carroll County \| 53 \| \| 3 \| Cheshire \| NRHP-Einträge im Cheshire County \| 152 \| \| 4 \| Coös \| NRHP-Einträge im Coös County \| 28 \| \| 5 \| Grafton \| NRHP-Einträge im Grafton County \| 74 \| \| 6 \| Hillsborough \| NRHP-Einträge im Hillsborough County \| 106 \| \| 7 \| Merrimack \| NRHP-Einträge im Merrimack County \| 87 \| \| 8 \| Rockingham \| NRHP-Einträge im Rockingham County \| 125 \| \| 9 \| Strafford \| NRHP-Einträge im Strafford County \| 44 \| \| 10 \| Sullivan \| NRHP-Einträge im Sullivan County \| 67 \| \| Summe \| Summe \| Summe \| 781 \| |                                          |        |
|       | County | Liste der Einträge in das NRHP im County | Anzahl |
| 1     | Belknap County | NRHP-Einträge in Belknap County          | 45     |
| 2     | Carroll | NRHP-Einträge im Carroll County          | 53     |
| 3     | Cheshire | NRHP-Einträge im Cheshire County         | 152    |
| 4     | Coös | NRHP-Einträge im Coös County             | 28     |
| 5     | Grafton | NRHP-Einträge im Grafton County          | 74     |
| 6     | Hillsborough | NRHP-Einträge im Hillsborough County     | 106    |
| 7     | Merrimack | NRHP-Einträge im Merrimack County        | 87     |
| 8     | Rockingham | NRHP-Einträge im Rockingham County       | 125    |
| 9     | Strafford | NRHP-Einträge im Strafford County        | 44     |
| 10    | Sullivan | NRHP-Einträge im Sullivan County         | 67     |
| Summe | Summe | Summe                                    | 781    |